# Higiu, Mehedinți
Higiu este un sat în comuna Dumbrava din județul Mehedinți, Oltenia, România.